# 検索連動型広告
検索連動型広告（けんさくれんどうがたこうこく）は、インターネット広告の一種で、検索エンジンで一般ユーザーが検索したキーワードに関連した広告を検索結果画面に表示する広告である（サーチエンジンマーケティング）。
「検索キーワード連動型広告」、「検索広告」、「検索キーワード広告」「リスティング広告」とも呼ばれることが多い。またはクリック毎に広告主（クライアント）の費用が課金されること（クリック課金（PPC：Pay Per Click））から「P4P（Pay for Performance）」などとも呼ばれる。
SNS広告とともに、運用型広告のひとつとされるようにもなっている。
Yahoo!に買収された有料リスティングサービス専業企業・米国Overtureの「スポンサードサーチ」やGoogleの「Google 広告（旧AdWords）」が有名である。
バナーで表示されるディスプレイ広告もリスティング広告の一種と表される場合もあるが、検索連動型広告という言葉は、一般的には、検索窓の下に表示されるテキスト広告を指す。近年では、検索したキーワードに関連した商品広告を表示する「ショッピング広告」が表示されることも多い。

## 仕組み
Yahoo! JAPANにおける「検索広告」を例に挙げると、次のような仕組みである。
価格の決定
オークション形式でキーワードごとにクリック単価（価格）が決まる。
登録
広告主は、「キーワード」と「広告内容」（タイトル15文字以内、説明文38文字以内　※半角全角1文字計算）を登録する。
検索時の表示
登録された「キーワード」に一致する（あるいは関連する）キーワードが検索されると、検索結果に「広告内容」を表示する。
報酬の支払い
表示のみでは、料金は発生しない（月額料金は別）。クリックに応じて料金が発生し、広告主に料金が課されることとなる（クリック報酬型広告の形態である）。
クリック単価と広告掲載順位
クリックに応じて発生する料金は入札によって決められ、人気のあるキーワードはクリック単価が高騰する。ただし、広告の掲載順位は、広告の品質と入札価格の両方の要因によって決定し、単純に入札金額のみには依存しない。